# Трего (окръг, Канзас)
Окръг Трего (на английски: Trego County) е окръг в щата Канзас, Съединени американски щати. Площта му е 2328 km², а населението - 3050 души. Административен център е град Уокийни.